# Megachile inflaticauda
Megachile inflaticauda är en biart som beskrevs av Cockerell 1939. Megachile inflaticauda ingår i släktet tapetserarbin, och familjen buksamlarbin. Inga underarter finns listade i Catalogue of Life.